# Zahnfläche

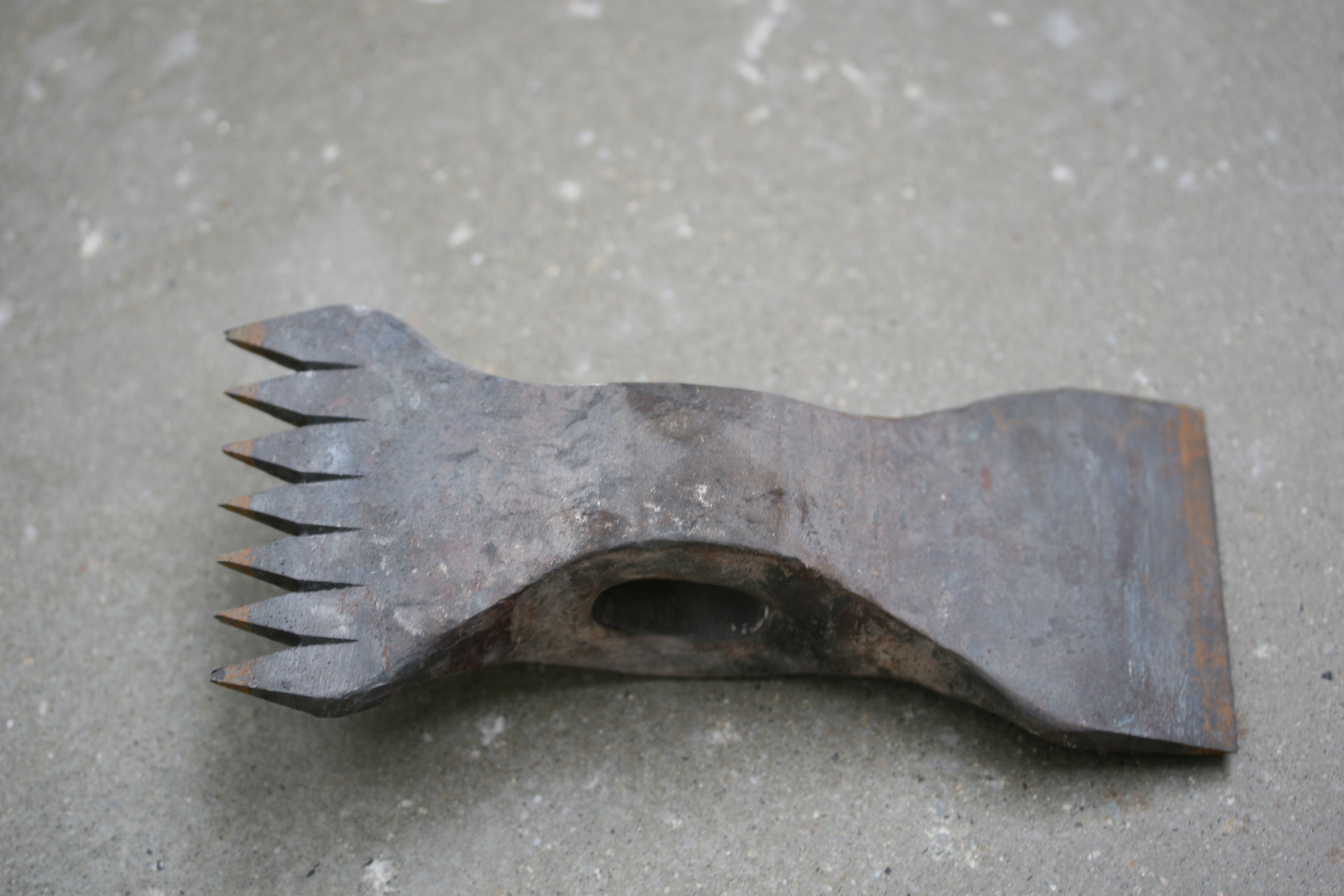
Links ist die Schneide als Zahnfläche und rechts als Glattfläche ausgebildet

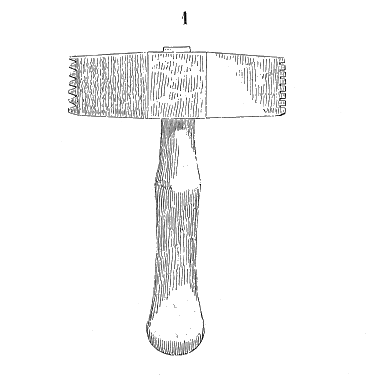
Abbildung von Eugène Viollet-le-Duc

Die Zahnfläche ist ein sehr altes Steinbearbeitungswerkzeug: Archäologische Funde von Zahnflächen gibt es sowohl aus Griechenland (Olympia, datiert 5. Jh. v. Chr.) als auch aus dem Wrack eines antik-römischen Marmortransportschiffs (datiert 1. Jh.).
Auch heute noch wird die Zahnfläche im Steinmetzhandwerk für die grobe handwerkliche Oberflächenbearbeitung von Weichgestein eingesetzt.
Diese Werkzeuge haben die Form zweischneidiger Beile mit einer Schneidenbreite von ca. acht Zentimetern. Mit der Zahnfläche wird die raue Steinoberfläche durch Aufschlagen eingeebnet bzw. gestaltet und dabei entstehen Werkzeugspuren, die die Form von kleinen Rechtecken (ca. ein bis zwei Millimeter breit und bis zu zwei bis fünf Millimeter lang) abbilden.
Die Zahnfläche ist aus Eisen und wiegt ca. zwei bis drei Kilogramm. In den Metallkopf wird ein Stiel aus Esche eingesetzt, der bis ca. 30 Zentimeter lang ist.
Die Zahnfläche hat im Gegensatz zur sogenannten Glattfläche keine gerade Schneide, sondern eine Schneide, die (vergleichsweise wie ein Sägeblatt einer Hand-Holzsäge) gezahnt ist. Daher kommt der Begriff Zahnfläche.

In der Zeit der Gotik gab es ein besonderes Werkzeug, das heute nicht mehr eingesetzt wird, die Zahnpille, ein gezahntes Beil mit einer Schneidenbreite von ca. drei Zentimetern.

Es gibt (siehe Abbildung) Flächen, die sowohl als Zahn- als auch als Glattfläche eingesetzt werden können.

## Ähnliche Werkzeuge
- Fläche (Werkzeug)
- Zahneisen
- Krönel
- Meißel

## Berufe
- Steinmetz
- Steinbildhauer

## Weitere Themen
- Steinoberfläche

## Einzelbelege
1. ↑  Wolfgang Müller-Wiener: Griechisches Bauwesen in der Antike. Beck, München 1988. ISBN 3-406-32993-4, S. 58.
2. ↑  Hélène Bernard u. a.: L’épave romaine de marbre de Porto Nuovo. In: Journal of Roman Archaeology, 1998. S. 53–81.
3. ↑  Karl Friedrich: Die Steinbearbeitung in ihrer Entwicklung vom 11. bis zum 18. Jahrhundert. Filser, Augsburg 1932, S. 36 f.